# عمرو البدالي
عمرو البدالي ( 11 يناير 1982 ) روائي ومؤلف مصري.

## عن حياته
له العديد من الأعمال التلفزيونية والسينمائية. كما إنه مؤلف قصة وسيناريو وحوار.

## من أعماله

### المسلسلات
- ونيس والعباد وأحوال البلاد
- الإمام الغزالي
- راجل وست ستات (ج2)

### الأفلام
- فيلم كارنى ماتا
- مصر هي كورتي
- العنف والسخرية

### التأليف
- فيلم قلقاس بن فرناس - قصه وسيناريو وحوار
- فيلم مديحه باترا - قصه وسيناريو وحوار

- رواية عفريت العلبة
- رواية بربونيا
- رواية بكالوريوس إعدام
- رواية النباش

## روابط خارجية
- عمرو البدالي على موقع قاعدة بيانات الأفلام العربية